# Usina Hidrelétrica de Nova Avanhandava
A Usina Hidrelétrica de Nova Avanhandava está localizada no Rio Tietê em Buritama, município do Estado de São Paulo. 

## Características
Localizada no Rio Tietê, entrou em operação em 1982. O comprimento da barragem é de 2038 m, e tem 3 turbinas tipo Kaplan, que geram até 347 MW, a partir de um desnível máximo de 29,7m.
Desde 1991 possui duas eclusas de navegação, para vencer o desnível de 29,00 m entre o reservatório da usina, e a sequência do rio. Nesta usina também existe uma eclusa.
O reservatório alaga um área máxima de 210 km² e opera com um nível máximo operacional de 358 m acima de nível do mar e um nível mínimo operacional de 356 m.
É considerada uma usina hidrelétrica a fio d'água.